# Wolfgang von Bergh
Wolfgang Otto von Bergh (* 22. August 1921 in Ravolzhausen, Landkreis Hanau; † 3. Dezember 2015) war ein deutscher Generalleutnant der Luftwaffe der Bundeswehr.

## Leben
Von Bergh, als Sohn eines Oberstleutnants geboren, absolvierte eine Offiziersausbildung in der Luftwaffe der Wehrmacht und wurde im April 1942 zum Leutnant befördert sowie Adjutant der IV./ Lehrgeschwader 1. Am 23. Juli 1942 stürzte er als Pilot einer Junkers Ju 88 über Iraklio ab, überstand den Absturz aber ohne ernsthafte Verletzung. Am 1. Juni 1943 erfolgte seine Beförderung zum Oberleutnant und Ernennung zum Staffelkapitän der 9./Lehrgeschwader 1. Als solcher wurde er am 15. Mai 1944 mit dem Ehrenpokal für besondere Leistung im Luftkrieg ausgezeichnet und fungierte zwischen dem 24. Mai und dem 16. November 1944 als Staffelkapitän der 6./Lehrgeschwader 1. Am 1. Januar 1945 wurde ihm das Deutsche Kreuz in Gold verliehen und am 30. Januar 1945 erfolgte schließlich seine Beförderung zum Hauptmann.
Nach Ende des Zweiten Weltkrieges absolvierte von Bergh ein ingenieurwissenschaftliches Studium, das er als Diplom-Ingenieur abschloss. Nach der Gründung der Bundeswehr am 12. November 1955 wurde er Offizier der am 9. Januar 1956 aufgestellten Luftwaffe. Von April 1958 bis März 1959 nahm er am 1. Generalstabslehrgang Luftwaffe an der Führungsakademie der Bundeswehr in Bad Ems und Hamburg teil, wo er zum Offizier im Generalstabsdienst ausgebildet wurde. 1961 wurde er als Oberst Kommodore des Aufklärungsgeschwaders 53, das mit Luftwaffenaufstellungsbefehl Nr. 154 vom 21. Juli 1960 zum 1. Oktober 1960 auf dem Fliegerhorst Erding aufgestellt wurde und der Luftwaffengruppe Süd unterstellt war. Am 5. Mai 1962 erfolgte die Verlegung des Geschwaders zum neuen Standort Leipheim bei Ulm, wo er 1963 den Posten als Kommodore an Oberst Herbert Sporh übergab. Im Anschluss löste er am 1. November 1963 Oberst i. G. Joachim Schlichting als Chef des Stabes der 5. Luftwaffendivision in Birkenfeld ab und übte diese Verwendung bis zum 31. März 1966 aus, woraufhin Oberst i. G. Ulrich Parakennings sein Nachfolger wurde.
Am 1. Oktober 1974 wurde er Brigadegeneral und übernahm als Nachfolger von Carl-Heinz Greve den Posten des Kommandeurs der 1. Luftwaffendivision in Meßstetten  wo er am 1. Oktober 1975 zum Generalmajor befördert wurde. Den Kommandeursposten hatte er bis zum 30. September 1976 inne, woraufhin Generalmajor Fritz Wegner sein Nachfolger wurde. Als Nachfolger von Generalmajor Hans Wilde war er zwischen dem 1. Oktober 1976 und seiner Ablösung durch Generalmajor Fritz von Westermann am 31. März 1979 Befehlshaber des Territorialkommandos Nord (TerrKdo Nord) in Mönchengladbach. Zuletzt wurde von Bergh am 1. April 1979 zum Generalleutnant befördert und fungierte als Nachfolger von Generalleutnant Helmut Heinz vom 1. April 1979 bis zu seinem Eintritt in den Ruhestand am 30. September 1981 als Stellvertreter des Inspekteurs der Luftwaffe Generalleutnant Friedrich Obleser. Sein Nachfolger als Stellvertreter des Inspekteurs der Luftwaffe wurde am 1. Oktober 1981 Generalleutnant Paul Sommerhoff.
Von Bergh war verheiratet und hatte zwei Söhne.